# Robert Ryan
Robert Ryan (Chicago, 11 de novembre de 1909 – Nova York, 11 de juliol de 1973) va ser un actor estatunidenc.

## Biografia
Va estudiar a Nou Hampshire i va ser campió de boxa del seu institut. Però després de la seva escolaritat, porta un difícil combat per guanyar la seva vida i treballa com a mariner o treballador agrícola. Estudia art dramàtic a Hollywood i somia esdevenir dramaturg. Per finançar la seva formació, agafa nombrosos petits papers en pel·lícules de petit pressupost.
Al final de la guerra on serveix com a marine, torna a Hollywood i és localitzat per Jean Renoir que el contracta a The Woman on the Beach i llança la seva carrera. Roda nombroses pel·lícules negres, entre les quals Combat trucat a la qual utilitza el seu talent com a boxejador. Roda amb alguns dels principals directors americans:
- Cecil B. DeMille: North West Mounted Police
- Anthony Mann: Men in War, God's Little Acre, Colorado Jim
- Fritz Lang: Clash by Night
- Sam Peckinpah: Grup salvatge
- Robert Aldrich: Els dotze del patíbul
- Nicholas Ray: Nascuda per al mal, Terreny perillós
- Samuel Fuller: House of Bamboo
- Robert Wise: Combat trucat, Un demà arriscat
- John Sturges: Conspiració de silenci
- Allan Dwan: Fugida a Birmània
- Andrew Marton: The Longest Day.
- Robert D. Webb: Terra de violència, amb la cançó de Lionel Newman.

Morí d'un càncer als 63 anys.

## Filmografia
- 1940: The Ghost Breakers de George Marshall (no surt als crèdits)
- 1940: Queen of the Mob de James P. Hogan
- 1940: Golden Gloves d'Edward Dmytryk i Felix E. Feist
- 1940: North West Mounted Police de Cecil B. DeMille
- 1940: The Texas Rangers Ride Again de James P. Hogan
- 1943: Bombardier de Richard Wallace
- 1943: The Sky's the Limit d'Edward H. Griffith
- 1943: El comandant de ferro (The Iron Major) de Ray Enright
- 1943: Passatge al futur (Gangway for Tomorrow) de John H. Auer
- 1943: Company de la meva vida (Tender Comrade) d'Edward Dmytryk
- 1943: Behind the Rising Sun d'Edward Dmytryk
- 1944: Golden Gloves de Harry Foster
- 1944: Marine Raiders de Harold D. Schuster
- 1947: Trail Street de Ray Enright
- 1947: The Woman on the Beach de Jean Renoir
- 1947: Foc creuat (Crossfire), d'Edward Dmytryk
- 1948: Berlin Express de Jacques Tourneur
- 1948: El retorn dels bandolers (Return of the Bad Men) de Ray Enright
- 1948: Act of Violence, de Fred Zinnemann
- 1948: El noi dels cabells verds (The Boy With Green Hair), de Joseph Losey
- 1949: Atrapada (Caught) de Max Ophuls
- 1949: Combat trucat (The Set-Up), de Robert Wise
- 1949: The Woman on Pier 13 de Robert Stevenson
- 1950: The Secret Fury de Mel Ferrer
- 1950: Nascuda per al mal (Born to Be Bad) de Nicholas Ray
- 1951: Hard, Fast and Beautiful d'Ida Lupino
- 1951: Més fort que la llei (Best of the Bad Men) de William D. Russell
- 1951: Infern als núvols (Flying Leathernecks) de Nicholas Ray
- 1951: The Racket de John Cromwell
- 1951: Terreny perillós (On Dangerous Ground), de Nicholas Ray
- 1952: Beware, My Lovely de Harry Horner
- 1952: Clash by Night de Fritz Lang
- 1952: Horitzons de l'oest (Horizons West) de Budd Boetticher
- 1953: L'esquer (The Naked Spur), d'Anthony Mann
- 1953: City Beneath the Sea de Budd Boetticher
- 1953: Inferno de Roy Ward Baker
- 1954: Alaska Seas de Jerry Hopper
- 1954: About Mrs Leslie de Daniel Mann
- 1954: Her Twelve Men de Robert Z. Leonard
- 1955: Conspiració de silenci (Bad Day at Black Rock), de John Sturges
- 1955: Fugida a Birmània (Escape to Burma) d'Allan Dwan
- 1955: House of Bamboo, de Samuel Fuller
- 1955: Els implacables (The Tall Men) de Raoul Walsh
- 1956: Terra de violència (The Proud Ones) de Robert D. Webb
- 1956: Back from Eternity de John Farrow
- 1957: Men in War, d'Anthony Mann
- 1958: Lonelyhearts de Vincent J. Donehue
- 1958: God's Little Acre d'Anthony Mann
- 1959: Un demà arriscat (Odds Against Tomorrow), de Robert Wise
- 1959: El dia del proscrit (Day of the Outlaw), d'André De Toth
- 1960: Imperi de titans (Ice Palace) de Vincent Sherman
- 1961: The Canadians de Burt Kennedy
- 1961: Rei de reis (King of Kings), de Nicholas Ray
- 1962: The Longest Day de Ken Annakin, Andrew Marton i Bernhard Wicki
- 1962: La fragata infernal (Billy Budd), de Peter Ustinov
- 1965: The Crooked Road de Don Chaffey
- 1965: The Dirty Game de Christian-Jaque, Werner Klingler, Carlo Lizzani, Terence Young
- 1965: La batalla de les Ardenes (Battle of the Bulge), de Ken Annakin
- 1966: Els professionals (The Professionals), de Richard Brooks
- 1967: The Busy Body de William Castle
- 1967: Els dotze del patíbul (The Dirty Dozen), de Robert Aldrich
- 1967: La darrera aventura del general Custer (Custer of the West), de Robert Siodmak
- 1968: L'hora de les pistoles (Hour of the Gun), de John Sturges
- 1968: Un Minuto per pregare, un instante per morire de Franco Giraldi
- 1968: Anzio (Lo Sbarco di Anzio) de Duilio Coletti i Edward Dmytryk
- 1969: Grup salvatge (The Wild Bunch), de Sam Peckinpah
- 1969: Captain Nemo and the Underwater City,de James Hill
- 1970: The Reason Why de Paul Leaf (curtmetratge)
- 1971: The Lawman, de Michael Winner
- 1971: The Love Machine de Jack Haley Jr.
- 1972: Com una llebre acorralada (La course du lièvre à travers les champs) de René Clément
- 1973: Lolly-Madonna XXX de Richard C. Sarafian
- 1973: The Outfit, de John Flynn
- 1973: Acció executiva (Executive Action) de David Miller
- 1973: The Iceman Cometh de John Frankenheimer

## Premis i nominacions
- 1948. Nominació a l'Oscar al millor actor secundari per Crossfire
- 1963. Nominació al BAFTA al millor actor estranger per Billy Budd